# Hastière
Hastière (in vallone Astire) è un comune belga di 5 278 abitanti situato nella provincia vallona di Namur.